# Johanna Ridefelt
Ida Johanna Ridefelt, född Öberg den 27 augusti 1996, är en svensk orienterare från Uppsala som tävlar för OK Linné.
Ridefelt tog ett guld (i stafett) och ett silver (långdistans) vid European Youth Orienteering Championships 2013.
Därefter hade hon stora framgångar som junior vid svenska mästerskap: Silver 2014 (långdistans), Brons 2014 (sprint). Guld 2015 (lång-& medeldistans). Guld 2016 (långdistans).
Som senior blev hon bronsmedaljör vid SM 2023 på medeldistansen och i stafett.
Vid junior VM  (Junior World Orienteering Championships) 2015 erövrade Ridefelt ett guld (stafett) och ett silver (medeldistans). Under junior VM 2016 erövrade hon en bronsmedalj (medeldistans).
Hon deltog också 2018 i student VM (World University Orienteering  Chamionship) där hon fick en silvermedalj (långdistans) och en bronsmedalj (medeldistans).
Som medlem i det svenska seniorlandslaget har hon deltagit i världsmästerskapen 2021 i Doksy, Tjeckien med placeringarna 10 på långdistansen och 12 på medeldistansen och vid 2023 års världsmästerskap i Flims-Laax, Schweiz  placerade hon sig som nummer 13 på långdistansen.
Vid europamästerskapen 2022 i Rakvere, Estland deltog Ridefelt med placering 6 på såväl medel- som långdistans. 
Vid europamästerskapen 2024 i Mór, Ungern deltog Ridefelt tillsammans med Hanna Lundberg och Tove Alexandersson i det svenska stafettlag som blev bronsmedaljörer, efter Schweiz och Norge.